# Есипенко, Павел Евменович
Павел Евменович Есипенко (29 августа 1919, Баштанка — 14 апреля 2013, Киев) — советский строитель и государственный деятель, академик, доктор технических наук (2003). Член ЦК КПУ в 1976—1990 годах. Депутат Верховного Совета УССР 9—11-го созывов.

## Биография
Родился 29 августа 1919 года в посёлке Баштанка (теперь Николаевская область) в семье крестьянина-бедняка.
В 1938 году окончил Николаевский строительный техникум.
В 1938—1939 годах — инженер Николаевского областного дорожного отдела учета дорог и искусственных сооружений.
В октябре 1939—1946 году — в Красной армии. Участник Великой Отечественной войны. Служил начальником связи прожекторного батальона 415-го зенитно-артиллерийского полка противовоздушной обороны.
С 1946 года — прораб, старший прораб треста «Южавтострой», начальник строительного участка треста № 17 в городе Днепропетровске.
В 1949 году вступил в ВКП(б).
В 1958 году окончил Днепропетровский инженерно-строительный институт.
В 1958—1962 г. — главный инженер, с 1962 — управляющий строительно-монтажного треста № 17 в городе Днепропетровске.
В 1963—1965 г. — заместитель начальника Главного управления по строительству Приднепровского совнархоза (Главприднепровстрой).
В 1965—1969 г. — заместитель министра сельского строительства Украинской ССР, в 1969 — октябре 1973 г. — 1-й заместитель министра сельского строительства Украинской ССР.
19 октября 1973 — 25 апреля 1975 г. — министр сельского строительства Украинской ССР.
25 апреля 1975 — 18 сентября 1987 г. — заместитель председателя Совета Министров Украинской ССР.
Избирался делегатом 15, 26, 27 съездов Коммунистической партии Украины и делегатом 27 съезда КПСС.
В 1977 году он был назначен Председателем Олимпийского комитета УССР.
Под его руководством было построено и реконструировано 46 стадионов, капитально отремонтировано 6,5 тыс. км туристических дорог Украины.
Действительный член и член президиума Академии строительства Украины(1994). доктор строительства (2004) Проживал в Киеве.
Под его руководством построены тысячи объектов промышленного и социального назначения: десятки кислородно-конвекторных цехов, коксовых батарей, восемь из которых мощностью 1 млн тонн кокса в год. Ежегодно вводились в действие 150—180 промышленных особо важных объектов, более 100 объектов оборонного назначения и 25.5млн.м² жилой площади, около 80 тыс. мест в школах, 60-70 тыс. мест в детских садах, около 15 тыс. мест на объектах профтехобразования, значительное количество больниц и поликлиник.

## Награды
- Член президиума Академии строительства Украины
- Лауреат Государственной премии Украинской ССР в области науки и техники (1983).
- Заслуженный строитель Украины.
- Лауреат премии имени академика Будникова
- Награждён почётными грамотами Верховной Рады Украины (трижды), Кабинета Министров Украины  (трижды)
- 17 орденов, из них: орденом Отечественной войны  2 ст., 4 орденами Трудового Красного Знамени, орденом Дружбы народов, двумя орденами «Знак почета», отличиями  Президента Украины - орденами Богдана Хмельницкого (2000) и «За заслуги» III степени (1999), двумя орденами Равноапостольного Князя Владимира II степени, орденами Преподобного Нестора Летописца I степени, Петра Сагайдачного, рыцарским орденом Святого Дмитрия Солунского 4 степени, золотой звездой «Герой казацкого народа», отличием  Международного Союза казачества «За верность казачьим традициям», орденами «Вера, Честь, Слава» 1-3 ст.
- 30 медалей, из них «За боевые заслуги», «За победу над Германией в Великой Отечественной войне 1941—1945 гг»
- Почётной Грамотой Президиума Верховного Совета УССР
- Звание «Почётный гражданин Баштанского района» (решение районного совета от 7 сентября 2010 года № 17).